# Бои в Белгородской области (2025)
Бои в Белгородской области (2025) — боевые действия, начатые ВСУ 18 марта 2025 во время вторжения России на Украину. 
Вооружённые силы Украины перешли российско-украинскую границу и начали наступление в Белгородской области.

## Ход боевых действий

### Март
Утром 18 марта Вооружённые силы Украины перешли российско-украинскую границу в Краснояружском районе Белгородской области и заняли территорию от 500 м до 2 км в глубину и до 10 км по фронту южнее Демидовки, западнее Графовки и Прилесья.
Геолокационные кадры, опубликованные 19 марта, показывают, что ВСУ недавно незначительно продвинулись к северо-западу от Прилесья.
К 22 марта ВСУ сохранили свои позиции около Прилесья и к югу от Демидовки.
23 марта продолжились бои в районе Графовки и Демидовки.
24 марта ВСУ расширили зону наступления до 12 км по фронту, продвинулись в центр Демидовки, а также начали атаки в направлении Поповки.
25—26 марта в зоне наступления ВСУ продолжались бои за населённые пункты Демидовка и Поповка.
27—28 марта ВСУ продолжали вести бои за Поповку и часть Демидовки.
29—30 марта ВС РФ продолжили атаки на северо-западе Белгородской области, но не добились никаких подтвержденных успехов.
Геолокационные кадры от 31 марта подтверждают продвижение ВС РФ в центральной части Демидовки.

### Апрель
В первую неделю апреля в районе Демидовки и Поповки продолжались бои без существенного продвижения обеих сторон.
7—8 апреля ВС РФ незначительно продвинулись в центральной и юго-западной частях Демидовки.
9—10 апреля украинские войска продолжили ограниченные атаки в Белгородской области и вели бои за часть Демидовки.
Во вторую неделю апреля продолжались бои за Поповку и Демидовку; ВС РФ продвинулись к северо-западу от Демидовки.
В середине апреля продолжались бои за Поповку и Демидовку. Российские войска продвинулись к северо-западу от Поповки.
В третьей декаде апреля в районе Поповки и Демидовки продолжались бои. 24—25 апреля ВСУ контратаковали в районе Поповки и севернее, в районе административной границы Курско-Белгородской области.
Геокадры от 26 апреля указывали на то, что ВС РФ заняли Поповку и продвинулись в полях к западу от Демидовки.
27 апреля президент Украины Зеленский заявил, что украинские войска продолжают оборонительные операции в Белгородской области.
30 апреля ВСУ контратаковали в направлении Демидовки.

### Май
К середине мая ВС РФ в Белгородской области восстановили контроль на части участков госграницы и атаковали в направлении Миропольского (Сумская область Украины).

## Оценки и реакции
Российские военные утверждают, что в течение вторника ВСУ предприняли пять попыток атак в направлении Белгородской области, последнюю — с 17:30 до 18:45 по МСК. Все атаки были отражены, заявило Минобороны РФ. Согласно его заявлению, в атаках на белгородском направлении было задействовано до 200 украинских военнослужащих и 29 единиц военной техники, в том числе пять танков, 16 боевых бронированных машин и три инженерные машины разграждения.
Украина официально не комментирует заявления России о попытках наступления ВСУ на Белгородскую область.

«Украина выполняет свою задачу в Курском регионе – украинские военные будут там, пока нам нужна эта операция. Как я говорил, максимальные вещи Курская операция проделала. Наши ребята стоят там на месте и не окружены и показывают, что не Путин руководит, кому, куда отходить. Мало того, есть операция: кто вышел, кому кажется, что кто-то побежал, а где-то в другом уголке зашёл. Это совершенно понятные наши стратегические шаги, пока враг на нашей территории…»
 — прокомментировал президент Украины Зеленский сообщение об операции украинских военных в Белгородской области.
Вечером 7 апреля президент Украины Зеленский подтвердил, что ВСУ проводят активные действия в Белгородской области России.